# Elisabeth Osl
Elisabeth Osl (ur. 21 listopada 1985 r. w Kitzbühel) – austriacka kolarka górska, zdobywczyni Pucharu Świata.

## Kariera
Jej olimpijskim debiutem były igrzyska w Pekinie w 2008 roku, gdzie zajęła 11. miejsce. Startowała ponadto na mistrzostwach świata w Val di Sole zajmując ósmą pozycję oraz na mistrzostwach świata w Mont-Sainte-Anne, gdzie była piąta. Na mistrzostwach Europy zajmowała 9. miejsce w 2008 i 2010 roku oraz 10. miejsce w 2009 roku.
Jak dotąd jej największym indywidualnym seniorskim sukcesem jest triumf w klasyfikacji generalnej Pucharu Świata w kolarstwie górskim w sezonie 2009.
Elisabeth Osl jest także czterokrotną mistrzynią Austrii seniorek (2005, 2006, 2007 i 2008). Mistrzynią kraju była także w kategorii juniorek w latach 2001 i 2002.